# Encephalartos villosus

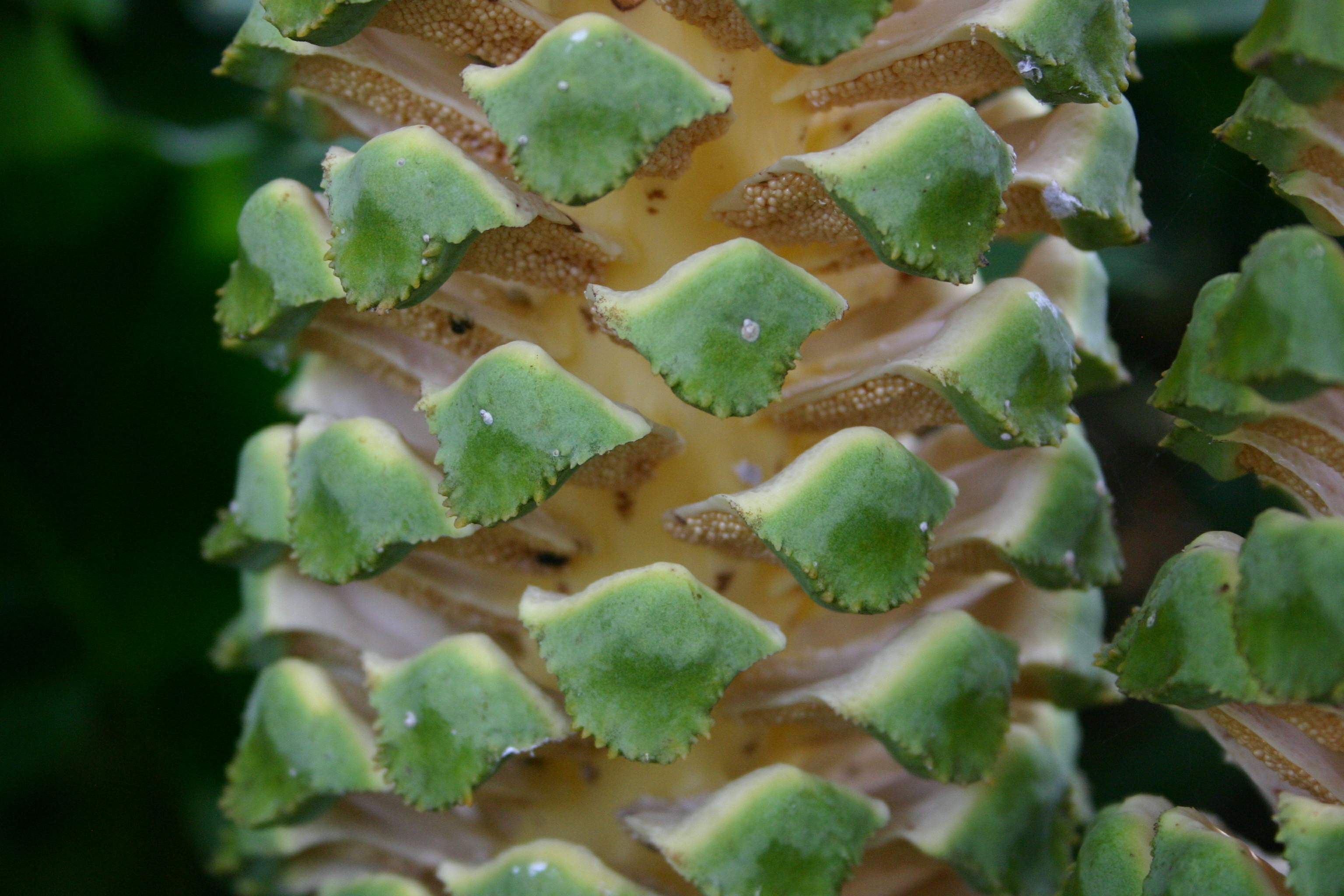
Un Encephalartos villosus mascle.

Encephalartos villosus és una espècie de gimnosperma de la divisió Cycadophyta, família Zamiaceae, sud-africana d'East London, on se la pot trobar a prop de la costa, a la frontera nord de Eswatini on hi poden habitar fins a un màxim de 100 km cap a l'interior. S'hibrida fàcilment amb Encephalartos altensteinii al Cap Oriental i amb Encephalartos lebomboensis a l'àrea de Pongola (KwaZulu-Natal).
L'espècie és comuna en tota la seva gamma i és la més conreada al sud d'Àfrica, en gran part a causa del seu preu assequible. Com a resultat de la seva àmplia distribució geogràfica, és especialment variable en la fulla i la forma de con. Un gran tronc subterrani dona com a resultat que la planta sigui molt visible, de manera que es descriu com una espècie nana. L'hàbitat preferit d'aquesta espècie ha d'estar lliure de gelades.
La corona es compon normalment de bràctees denses grises de pèl llanut (villosus = pelut). Aquesta espècie és dioica. els individus mascle poden portar fins a 15 cons, mentre que només un o dos es produeixen en les femelles. Les llavors, incrustades a la carn de color vermell brillant són menjades i distribuïdes pel Tauraco porphyreolophus i pel calau trompeter (Ceratogymna bucinator).